# 田野パーキングエリア
田野パーキングエリア（たのパーキングエリア）は、茨城県水戸市田野町にある常磐自動車道のパーキングエリア。
トイレと自動販売機のみが設置される簡素なパーキングエリアである。

## 施設

### 上り線（東京方面）
- 駐車場
  - 大型 10台
  - 小型 22台
- トイレ
  - 男性 大2（和式0・洋式2）・小5
  - 女性 5　（和式1・洋式4）
  - 車椅子用 1
- 自動販売機

### 下り線（いわき・仙台方面）
- 駐車場
  - 大型 10台
  - 小型 22台
- トイレ
  - 男性 大2（和式0・洋式2）・小5
  - 女性 5　（和式1・洋式4）
  - 車椅子用 1
- 自動販売機

## 隣
E6 常磐自動車道
(9)水戸IC - 田野PA - (9-1)水戸北SIC  - (10)那珂IC